# Kortnäbbad nektarkrypare
Kortnäbbad nektarkrypare (Cyanerpes nitidus) är en fågel i familjen tangaror inom ordningen tättingar.

## Utbredning och systematik
Fågeln förekommer från sydöstra Colombia till Venezuela, östra Peru och västra Amazonområdet i Brasilien. Den behandlas som monotypisk, det vill säga att den inte delas in i några underarter.

## Status
IUCN kategoriserar arten som livskraftig.